# Kiwa puravida
Kiwa hirsuta è una specie di crostacei della famiglia delle Kiwaidae. È stata scoperta nel 2006, in vita, a circa un chilometro di profondità nelle acque della Costa Rica da Andrew Thurber, William J. Jones e Kareen Schnabel.
Il suo nome, "puravida", significa "vita pura" e si riferisce ad un modo di dire in spagnolo costaricano molto diffuso in Costa Rica.
Questi granchi vivono nelle fredde profondità dell'oceano e si cibano essenzialmente di proteobatteri simbiotici, che fanno crescere sui loro lunghi arti anteriori. Questi batteri metabolizzano l'idrogeno solforato e il metano per produrre l'energia necessaria ai crostacei, i quali successivamente li ingeriscono mediante il loro apparato boccale a forma di pettine.